# Hökarängen (tunnelbanestation)
Hökarängen är en station inom Stockholms tunnelbana belägen i Söderort längs den gröna linjen (tub 1). Den togs i bruk den 1 oktober 1950 som ändstation på den första tunnelbanelinjen från Slussen. Hökarängen var ändstation på linje 18 mellan 1 oktober 1950 och 19 november 1958.
Avståndet från station Slussen är 7,7 kilometer. Stationen är belägen utomhus utmed Lingvägen vid Örbyleden. Restiden från T-Centralen är 20 minuter. Entré från Örbyleden eller Lingvägen/Sirapsvägen. 
Tunnelbanestationen ritades av arkitekt Peter Celsing. Den konstnärliga utsmyckningen är skapad av Hanns Karlewski 1995 och utgörs av två bronsskulpturer, en komposition i plattformsgolvet, samt en serie tvåfärgade lackerade plåtar (ursprungligen inglasade färgtryck).

## Galleri

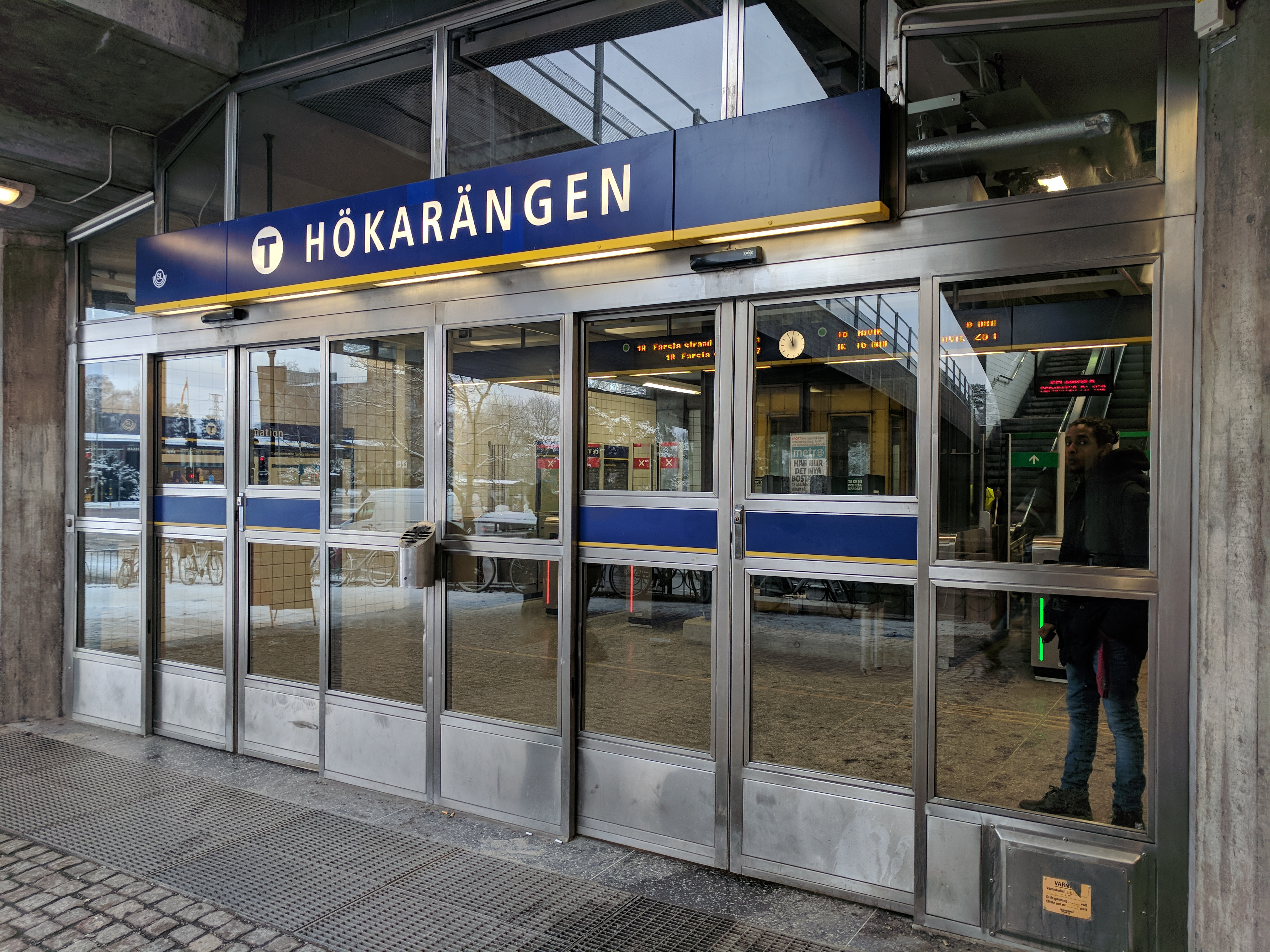
Ingång från norra sidan
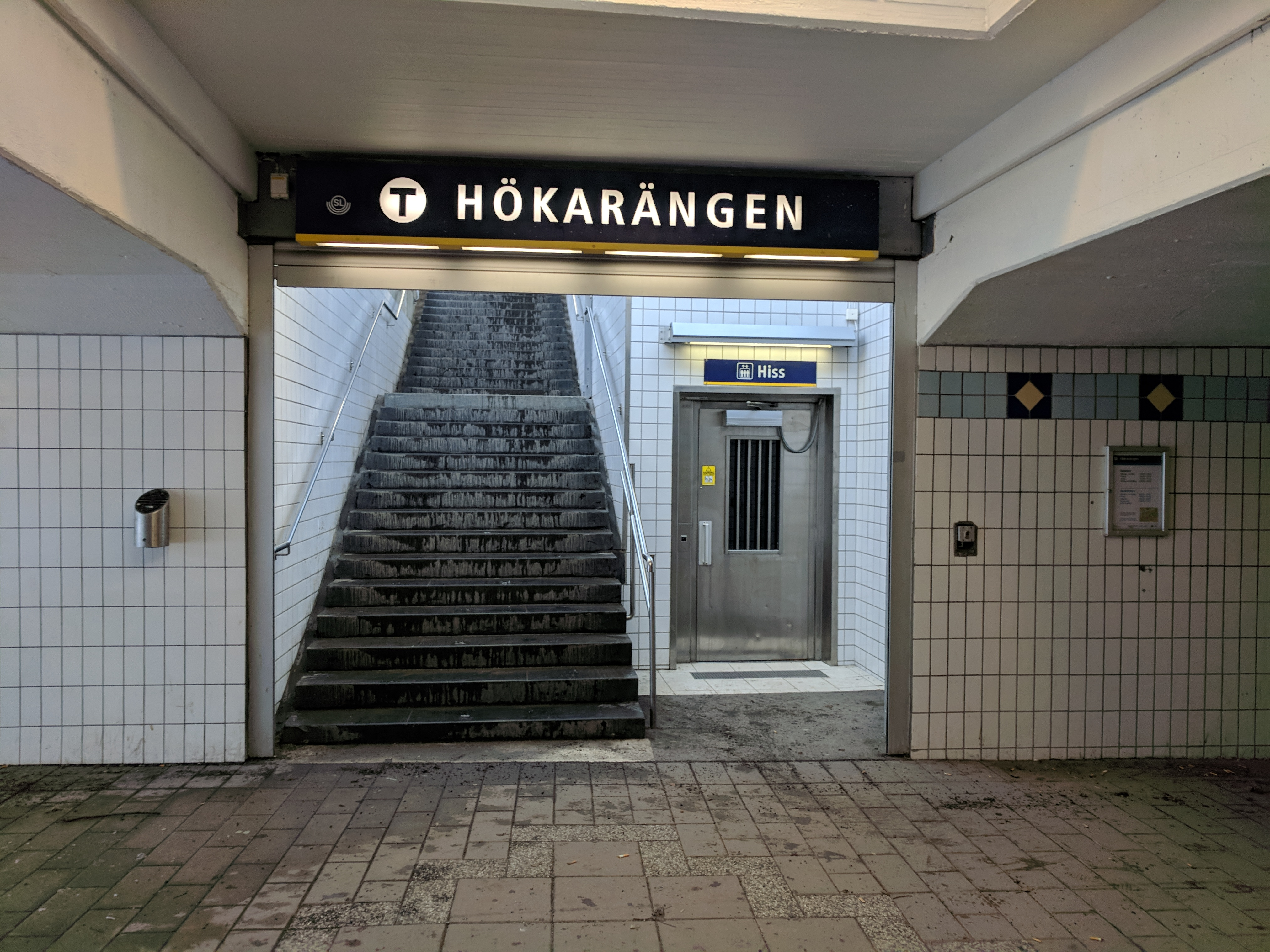
Ingång från södra sidan
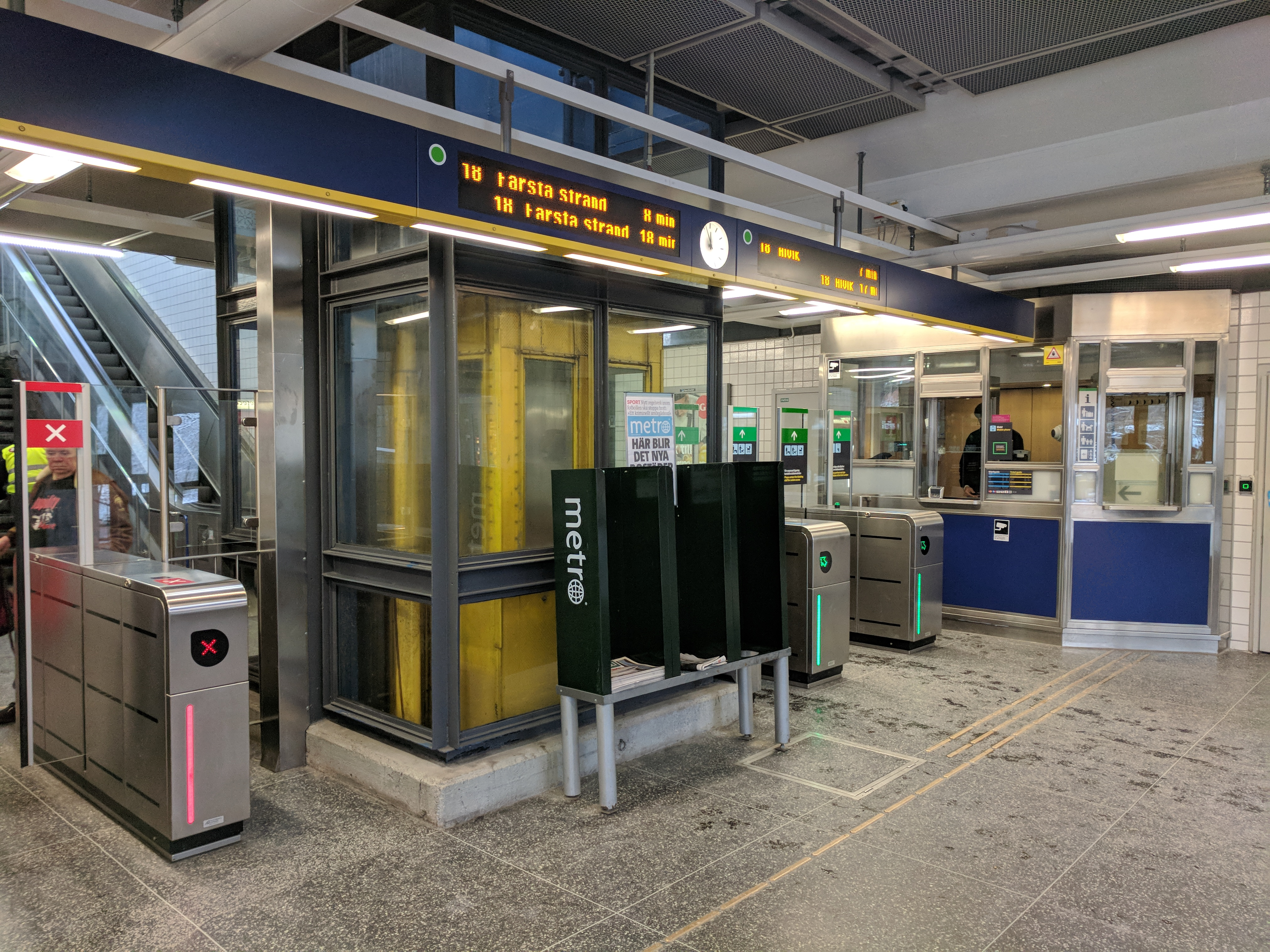
Spärren
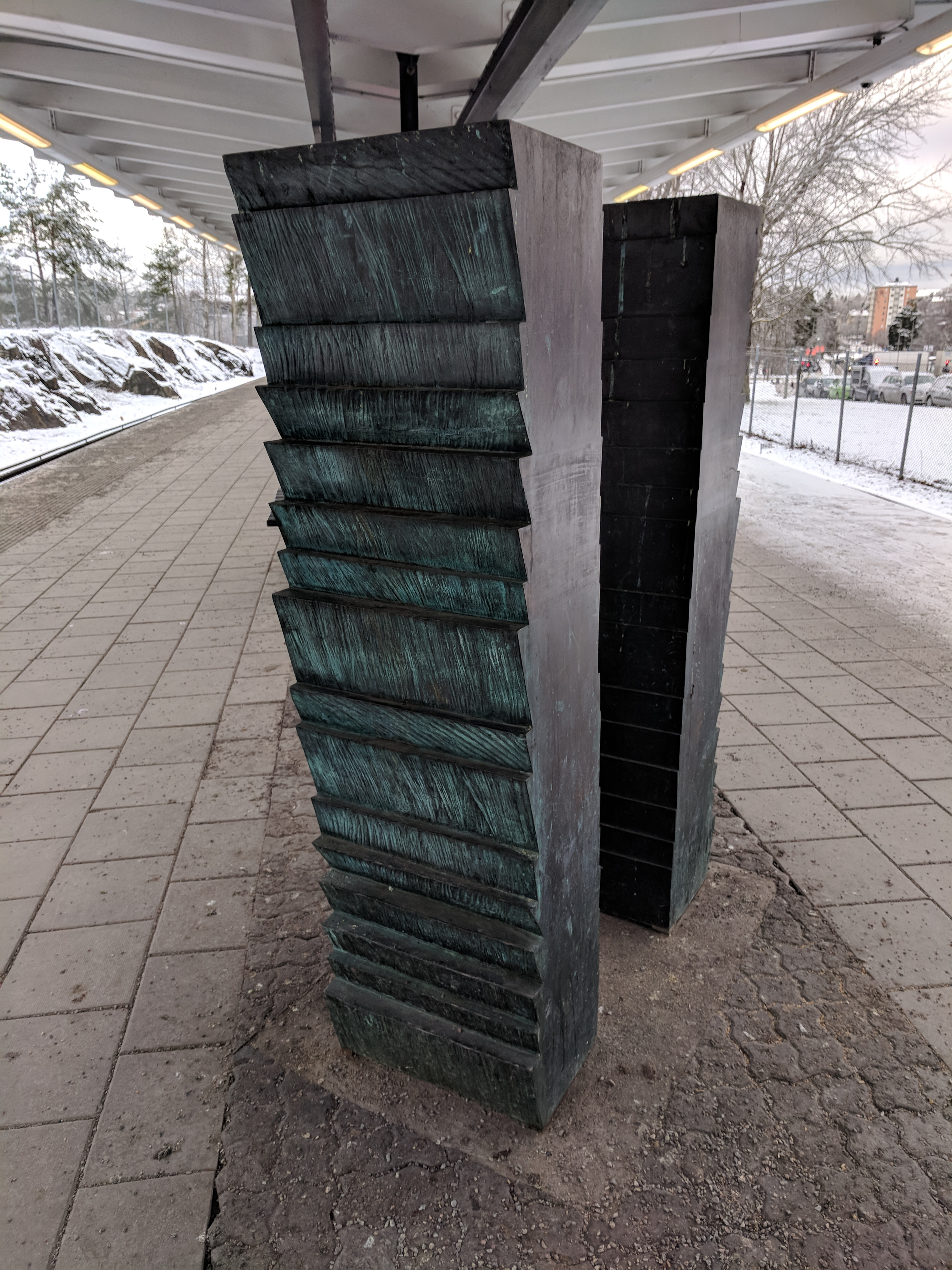
Konstnärlig utsmyckning
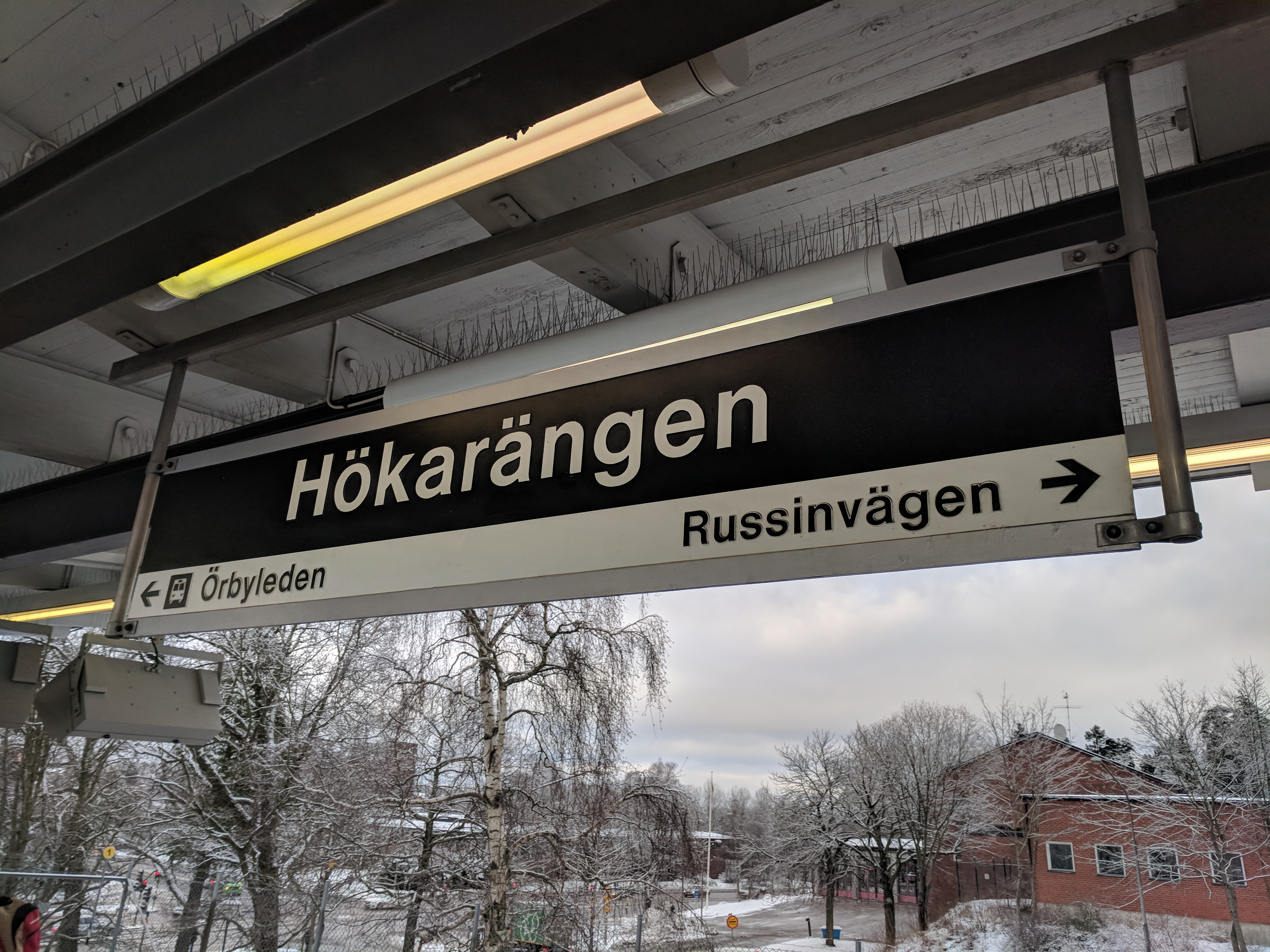
Stationsskylt
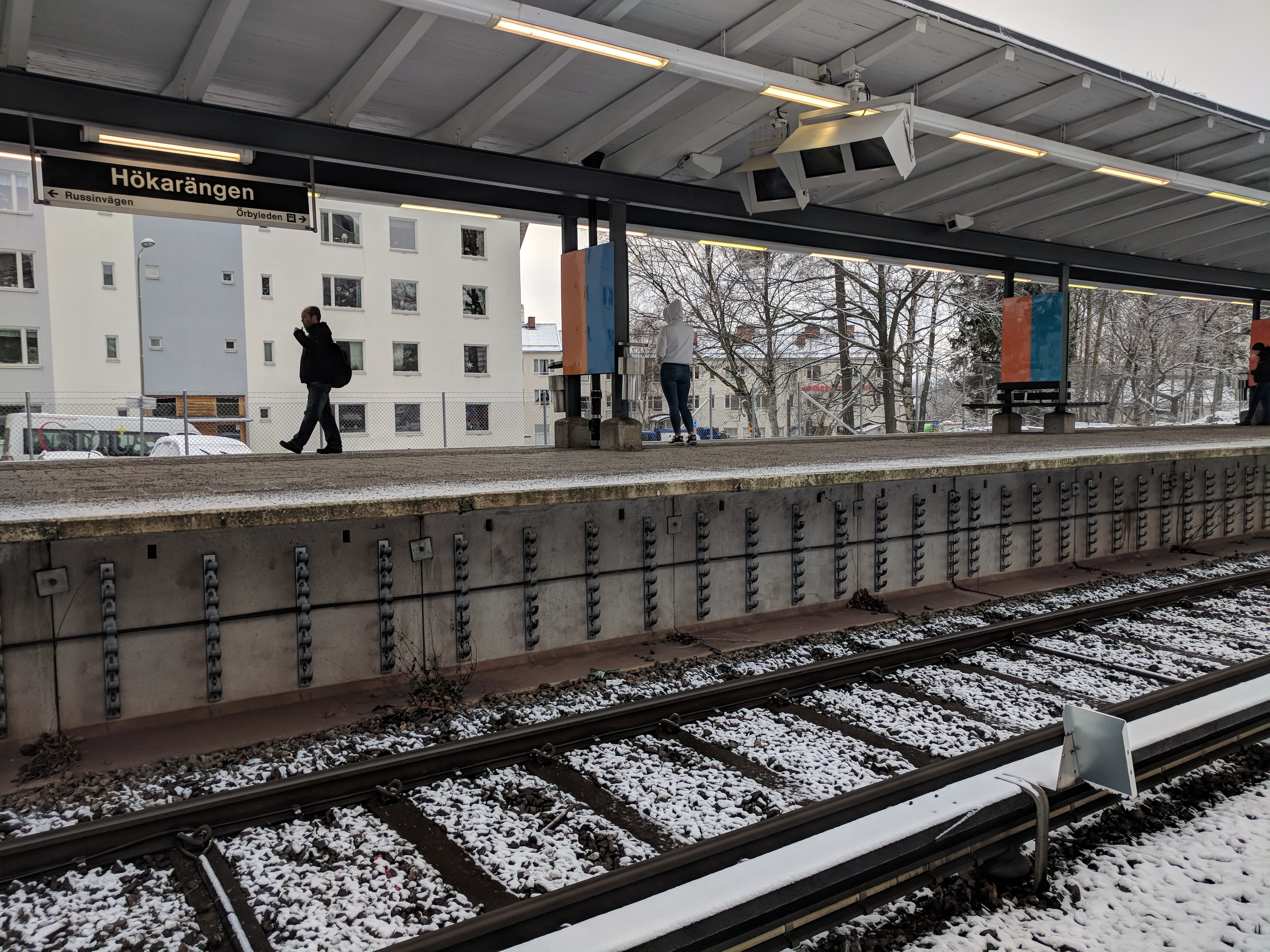
Perrongen